# Miquel Àngel Pujol i Matavera
Miquel Àngel Pujol i Matavera (Vic, 1903 - Gurb, 1936) fou un advocat i periodista català.
Va néixer el 28 de desembre de 1903 a Vic, tot i que la seva família, de tradició carlina, era originària d'El Pujol de Muntanya a Viladrau.
Va cursar el Batxillerat al Col·legi de Segona Ensenyança de Sant Miquel dels Sants de Vic i la carrera de Dret a la Universitat de Barcelona, guanyant el grau de doctor en la Universitat Central de Madrid.
Durant la Segona República va ser director a Vic del setmanari tradicionalista Ausetània. Militava en el jaumisme, i en les eleccions municipals de 1931 es va presentar com a candidat per la llista dretana Acció Ciutadana. A l'octubre de 1931 formà part d'una comissió que organitzà les exèquies pel pretendent Jaume de Borbó i de Borbó-Parma a la catedral de Vic. Era membre de la Junta Provincial Tradicionalista de Barcelona.
Al juny de l'any 1933 va ser processat per la publicació d'un article considerat injuriós per a l'interventor de cabals del municipi de Vic, però en fou absolt. Al setembre del mateix any va participar en una peregrinació tradicionalista a Roma organitzada per a celebrar el centenari del naixement del carlisme, i va encapçalar un nombrós grup de peregrins vigatans.
Era lletrat del Col·legi d'Advocats de Vic i director de l'Agència Jurídico Administrativa, situada al carrer Manlleu, 16. L'any 1935 va ser un dels patrocinadors de l'Album histórico del carlismo: 1833-1933-35, compilat per Joan Maria Roma. A l'octubre va visitar les instal·lacions del diari tradicionalista madrileny El Siglo Futuro, que en aquells moments es trobava en fase d'expansió i pocs mesos abans li havia dedicat un article elogiós.
Devot catòlic, tant ell com el seu germà, Josep Maria Pujol i Matavera, pertanyien al Tercer orde de Sant Francesc, l'Acadèmia de St. Tomàs, l'Apostolat de l'Oració, la Confraria de la Minerva, l'Oració de les Quaranta Hores, la Visita domiciliària de la Sagrada Família, i la Congregació de Maria.
Després d'esclatada la Guerra Civil espanyola, el 30 d'agost fou portat per milicians al Comitè Antifeixista juntament amb el seu germà Josep Maria, de professió escrivent, i tots dos foren assassinats a la carretera, prop de Gurb, la matinada del 30 al 31 d'agost del 1936.